# Lignifil
Lignifil – gatunek (lub stadium rozwojowe) wykorzystujący jako swe siedlisko dziuple, próchnowiska, np. korzystający z próchniejącego drewna jako miejsca rozwoju. Termin ten stosowany w ekologii dla określenia preferencji siedliskowych, głównie w odniesieniu do bezkręgowców.
Lignifile mogą zajmować różne poziomy troficzne. Niektóre żerują bezpośrednio na próchnie, będąc kariofagami, jak np. liczni przedstawiciele poświętnikowatych i jelonkowatych. Inne są drapieżnikami jak np. larwy Tabanus cordiger z rodziny bąkowatych.